# Televisie van A tot Z

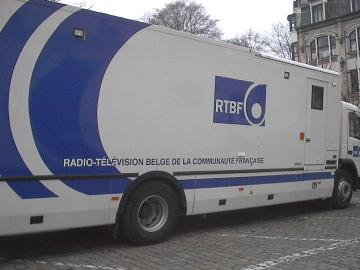
RTBF

## 0-9
24

## A
Achmea Kennisquiz J/M -
Actualiteitenrubriek -
Adje ziet Sterren -
albert -
Alfred Jodocus Kwak -
Allez Allez Zimbabwe -
'Allo 'Allo! -
Ambilight -
American Broadcasting Company -
Avatar -
AVRO -
AVROTROS

## B
Baantjer -
Band of Brothers -
Banijay Belgium -
Banijay Benelux -
Bassie en Adriaan -
Batman -
BBC -
Beeld en Geluid -
Beertje Colargol -
Belgischer Rundfunk -
De Bereboot -
Blue Circle -
BNN -
BNNVARA - 
Hans Böhm -
Mies Bouwman -
Buffy the Vampire Slayer -
Buurman en Buurman -
Brainiac: History Abuse -
Brainiac: Science Abuse -
BVN

## C
Cagney and Lacey -
Calimero -
Captatiewagen -
Cinevideogroup -
Charmed -
Club van Sinterklaas -
De co-assistent -
Comedy Central -
Commerciële televisie -
Concordia (Bussum) -
Cow and Chicken -
CSI: Crime Scene Investigation -
Columbia Broadcasting System -
Coyotes

## D
De Smurfen -
Dappere Dodo -
De Afvallers -
De Gouden Kooi -
Desperate Housewives -
Dick & Dom -
Dilbert -
Dit Was Het Nieuws -
Disney XD -
Doctor Who -
De doe-het-zelf Dictatuur -
DPG Media -
DutchView (Infostrada/DutchView)

## E
EBU/Europese Radio-unie -
EenVandaag -
Theo Eerdmans -
Electronic news gathering (ENG) -
EMG Belgium -
EMG Nederland - 
Endemol -
Endemol Shine Group -
EO -
ER -
ESPN (Nederland) -
ESPN -
Eurosport -
Eurovisiesongfestival -
Even geduld a.u.b. -
Exit

## F
Fabeltjeskrant -
De Familie Knots -
Fawlty Towers -
De film van Ome Willem -
Flikken -
Flipper -
Flodder -
Floris -
Fort Boyard -
Friends -
Fremantle -
Film -
Family Guy

## G
Gilmore Girls -
Gouden Televizier-ring -
Grijpstra & De Gier -
Gooische Vrouwen -
Goede tijden, slechte tijden -
Gossip Girl -
Grey's Anatomy -
Ghost Whisperer -
Glee

## H
Hubert Van Herreweghen -
HollandseHanden -
House - Het Huis Anubis -
HUMAN -
Human Factor TV

## I
Idols -
Infostrada (Infostrada/DutchView) -
De Invasie van België

## J
JENSEN! -
Jetix -
jonnydepony -
Jordskott -
Junior Eurovisiesongfestival

## K
Kabeltelevisie -
Kabouter Plop -
Ketnet -
Het Klokhuis -
Het Koerhuis van Papa Wirrewarre -
Kopspijkers -
KRO -
KRO-NCRV -
Kunt u mij de weg naar Hamelen vertellen, mijnheer? -
Kinderen geen bezwaar

## L
L1 -
Landelijke intocht van Sinterklaas -
De Lama's - 
Goedele Liekens -
Life & Cooking - 
Lijst van televisieprogramma's -
Lost -
De Ludwigs -
Lyckoviken

## M
Married... with Children -
media -
Media Park -
MediaLane -
MediArena -
Medical Examiners -
Meerkat Manor -
Merlina -
Sylvia Millecam -
The Monkees -
Monty Python -
Mooi! Weer De Leeuw -
MTV -
Mythbusters

## N
Narco-Saints -
NCRV -
Nederlands Instituut voor Beeld en Geluid -
Nederlands publiek omroepbestel -
NEP The Netherlands -
Netwerk -
Nijntje -
Paul Nipkow -
Nipkowschijf -
NH -
NOB -
NOB Cross Media Facilities -
NOB Decor -
Noodstudio NOS -
NOS -
NOS Jeugdjournaal -
NOS Journaal - 
NOS Nieuws -
NOS Studio Sport -
NOVA -
NPO -
NPO 1 -
NPO 1 Extra -
NPO 2 -
NPO 2 Extra -
NPO 3 -
NPO Zapp -
NPO Zappelin -
NTR -
NTS -
National Broadcasting Company

## O
Oases in de Oriënt -
OB/OBV -
The O.C. -
Omroep Brabant (Nederland) -
Omroep Flevoland -
Omroep Gelderland -
Omroep Limburg (Nederland) -
Omroep MAX -
Omroep West -
Omroep Zeeland -
Omroep ZWART -
Omrop Fryslân -
Openbare omroep

## P
Palm Plus -
Paulus de Boskabouter -
Pension Hommeles -
PilotStudio -
Pipo de Clown -
Pippi Langkous -
Play Sports -
Playout -
Pokémon -
POWNED -
Presentator -
Prison Break -
Publieke omroep

## Q
Q & Q

## R
Rembo & Rembo -
Reportagewagen -
RTBF -
Red Bee Media -
Regio Songfestival -
Regionale omroep -
Regionale Publieke Omroep -
Rijnmond -
RTL (Nederland) -
RTL 4 -
RTL 5 -
RTL 7 -
RTL 8 -
RTL TVI -
RTL-Veronique -
RTL Z -
RTV Noord -
RTV Drenthe -
RTV Oost -
RTV Utrecht

## S
SamenWonen -
Samson en Gert -
Sailor Moon -
Satellietwagen/Satellite news gathering (SNG) -
School of Rock -
Sesamstraat -
SimpelZodiak Nederland -
Sinterklaasjournaal -
Slow televisie -
Soapserie -
Southfields -
SpongeBob SquarePants -
Sport1 -
Sport 7 -
Sporza -
Spuiten en Slikken -
Star Trek -
Stenders Late Vermaak -
Storingsbeeld -
Stratemakeropzeeshow -
Studio 7 -
Studio 8 -
Studio 10 -
Studio 23 -
Studio 100 -
Studio-A -
Studio's Aalsmeer -
Studio Artis -
Studio Baarn -
Studio Concordia -
Studio Irene -
Studio Lukkien -
Studio Vitus -
Studiocentrum -
Superman (cartoons jaren 40) -
Superman (animatieserie 1988) -
Swiebertje

## T
Talpa Holding -
Talpa Media -
Talpa Network -
Tekst-tv -
Telebasura -
Teletekst -
Televisie -
Televisie in de Verenigde Staten -
Televisietechniek -
Televisieprogramma -
Televisiestudio -
Televizier-ring -
Testbeeld -
Tien -
Theo en Thea -
Thomas de stoomlocomotief -
Thuiswinkelen -
Thunderbirds -
De Thundermans - 
Ti-ta-tovenaar -
Tijdlijnen televisiekanalen -
Totally Spies -
TMF -
TMF Awards -
Tûkelteammen -
TV-Turnoff Network -
TweeVandaag-
Tweety

## U
Unbranded -
UNITED/United Broadcast Facilities (UBF) -
United Decor -
Utopia

## V
VARA -
Veronica Omroep Organisatie -
Veronica TV (HMG) -
Veronica TV (Talpa TV) -
Viaplay -
Viaplay TV -
Victorious -
Videohouse/ENG Videohouse -
Villa Achterwerk -
VPRO -
VRT -
VRT 1 -
VRT Canvas -
VRT NWS Journaal -
VTM

## W
Winx Club -
Paul Witteman -
WNL -
WOWvx

## X
The X-Files

## Y
Yorin

## Z
Zendmast -
Ziggo Sport -
Ziggo Sport Totaal -
Ziggo TV -
Zilveren Nipkowschijf -
Zodiak Belgium -
ZOOP